# Наслідки ядерного вибуху
Наслідки ядерного вибуху — це вплив від ядерного вибуху, що створює ударну хвилю, світлове випромінювання та здійснює радіоактивне зараження.

## Прямі наслідки
Під час наземного ядерного вибуху близько 50 % енергії йде на утворення ударної хвилі та вирви в землі, 30-50 % — у світлове випромінювання, до 5 % — на проникну радіацію та електромагнітне випромінювання і до 15 % — на радіоактивне зараження місцевості.
У разі повітряного вибуху нейтронного боєприпасу частки енергії розподіляються своєрідно: ударна хвиля — до 10 %, світлове випромінювання — 5-8 % і приблизно 85 % енергії йде в проникну радіацію (нейтронне та гамма-випромінювання)
Ударна хвиля і світлове випромінювання подібні вражальним факторам традиційних вибухових речовин, але світлове випромінювання у разі ядерного вибуху є значно потужнішим.
Ударна хвиля руйнує споруди і техніку, нівечить людей та надає відкидну дію стрімким перепадом тиску і швидкісним натиском повітря. Наступні за хвилею — розрідження (падіння тиску повітря) і зворотний хід повітряних мас у бік ядерного гриба також, можуть завдати деяких пошкоджень.
Світлове випромінювання діє лише на незахищені, тобто нічим не прикриті від вибуху об'єкти, може спричинити займання горючих матеріалів та пожежі, а також опіки й ураження зору людей та тварин.
Проникна радіація надає іонізувальну та руйнівну дію на молекули тканин людини, викликає променеву хворобу. Особливо велике значення, радіація має під час вибуху нейтронної бомби. Від проникної радіації можуть захистити підвали багатоповерхових кам'яних та залізобетонних будівель, підземні сховища із заглибленням від 2 метрів (льох, наприклад або будь-яке укриття 3–4-го класу та вище), деякий захист має броньована техніка.
Радіоактивне зараження — при повітряному вибуху щодо «чистих» термоядерних зарядів (поділ-синтез), цей уражальний фактор зведений до мінімуму. І навпаки, у разі вибуху «брудних» варіантів термоядерних зарядів, влаштованих за принципом поділ-синтез-поділ, наземного чи заглибленого вибуху, за яких відбувається нейтронна активація речовин що містяться в ґрунті, а тим більше вибуху так званої «брудної бомби», може мати вирішальне значення.
Електромагнітний імпульс виводить з ладу електричну та електронну апаратуру, порушує радіозв'язок.
Залежно від типу заряду та умов вибуху, енергія вибуху розподіляється по-різному. Наприклад, під час вибуху звичайного ядерного заряду середньої потужності (10...100 кт) без підвищеного виходу нейтронного випромінювання або радіоактивного забруднення може бути наступне співвідношення часток енергетичного виходу на різних висотах:
| Частки енергії факторів ядерного вибуху, що впливають |                              |                         |                                |                        |                            |                       |                           |                   |                       |
| Висота / Глибина                                      | Рентгенівське випромінювання | Світлове випромінювання | Теплота вогняної кулі та хмари | Ударна хвиля у повітрі | Деформація та викид ґрунту | Хвиля стиску в ґрунті | Теплота порожнини у землі | Проникна радіація | Радіоактивні речовини |
| 100 км                                                | 64 %                         | 24 %                    |                                |                        |                            |                       |                           | 6 %               | 6 %                   |
| 70 км                                                 | 49 %                         | 38 %                    | 1 %                            |                        |                            |                       |                           | 6 %               | 6 %                   |
| 45 км                                                 | 1 %                          | 73 %                    | 13 %                           | 1 %                    |                            |                       |                           | 6 %               | 6 %                   |
| 20 км                                                 |                              | 40 %                    | 17 %                           | 31 %                   |                            |                       |                           | 6 %               | 6 %                   |
| 5 км                                                  |                              | 38 %                    | 16 %                           | 34 %                   |                            |                       |                           | 6 %               | 6 %                   |
| 0 м                                                   |                              | 34 %                    | 19 %                           | 34 %                   | 1 %                        | менше 1 %             | ?                         | 5 %               | 6 %                   |
| Глибина камуфлетного вибуху                           |                              |                         |                                |                        | 30 %                       | 30 %                  | 34 %                      |                   | 6 %                   |

## Світлове випромінювання

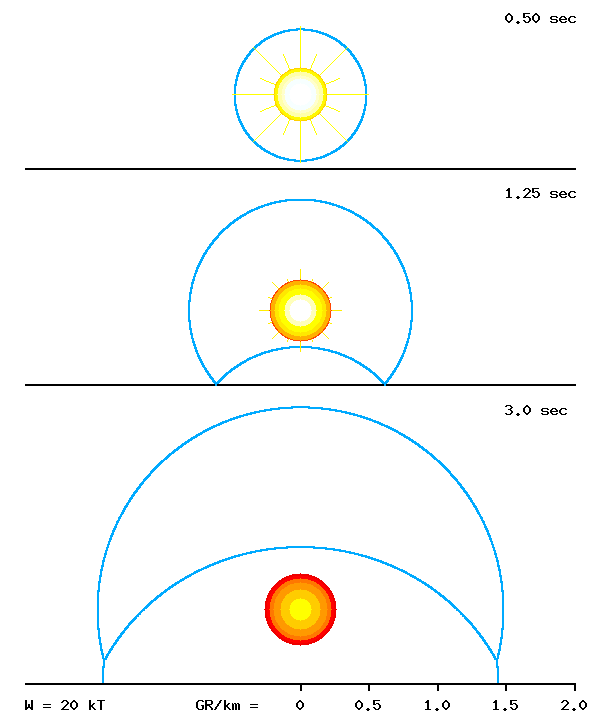
Утворення головної ударної хвилі (ефект Маху) при вибуху 20 кт

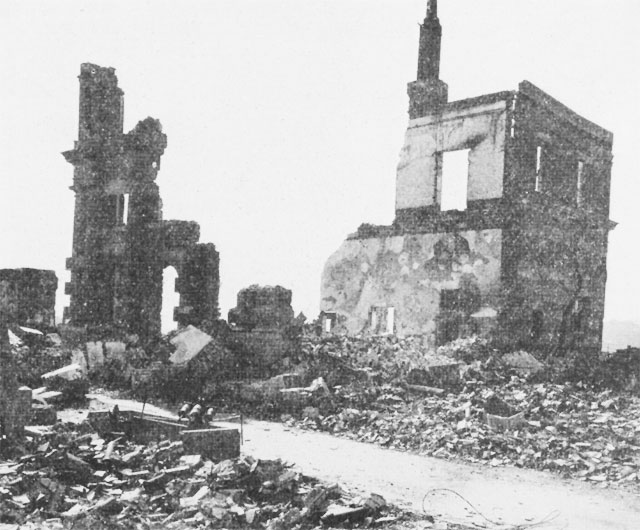
Руйнування в Хіросімі внаслідок атомного бомбардування

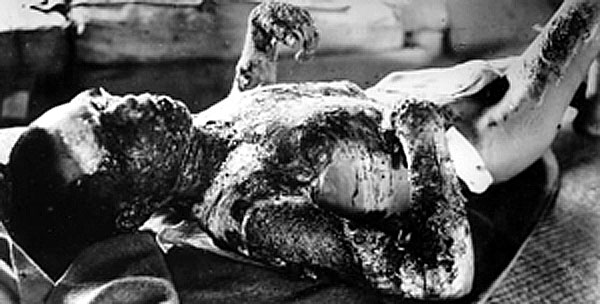
Жертва ядерного бомбардування Хіросіми

Світлове випромінювання — це потік променистої енергії, що містить ультрафіолетову, видиму та інфрачервону області спектра. Джерелом світлового випромінювання є світна область вибуху  — нагріті до високих температур і випарувані частини боєприпасу, навколишнього ґрунту і повітря. За повітряного вибуху область що світиться, являє собою кулю, при наземному — півсферу.
Максимальна температура поверхні області що світиться, становить зазвичай 5700...7700 °C. Коли температура знижується до 1700 °C, свічення припиняється. Світловий імпульс триває від часток секунди до кількох десятків секунд, залежно від потужності та умов вибуху. Приблизна тривалість світіння в секундах, дорівнює кореню третього ступеня від потужності вибуху в кілотоннах. При цьому інтенсивність випромінювання може перевищувати 1000 Вт/см2 (для порівняння — найбільша інтенсивність сонячного світла 0,14 Вт/см2).
Наслідком дії світлового випромінювання може бути займання та запалення предметів, оплавлення, обвуглювання, великі температурні напруження в матеріалах.
Від впливу світлового випромінювання на людину, виникає пошкодження очей та опіки відкритих ділянок тіла, а також може статися ураження й захищених одягом ділянок тіла.
Захистом від впливу світлового випромінювання може бути довільна непрозора перешкода.
У разі наявності туману, серпанку, великої запиленості та/або задимленості, дія світлового випромінювання також знижується.

## Ударна хвиля
Більшість руйнувань, завданих ядерним вибухом, викликається впливом ударної хвилі. Ударна хвиля є стрибком ущільнення в середовищі, який рухається з надзвуковою швидкістю (більше 350 м/с для атмосфери). Під час атмосферного вибуху стрибок ущільнення — це невелика зона, в якій відбувається майже миттєве підвищення температури, тиску та густини повітря. Безпосередньо за фронтом ударної хвилі відбувається зниження тиску та щільності повітря, від невеликого зниження далеко від центру вибуху та майже до вакууму всередині вогненної сфери. Наслідком цього зниження є зворотний хід повітря та дужий вітер вздовж поверхні зі швидкостями до 100 км/год та більше до епіцентру. Ударна хвиля руйнує будівлі, споруди і вражає незахищених людей, а близько до епіцентру наземного чи дуже низького повітряного вибуху, породжує потужні сейсмічні коливання, здатні зруйнувати або пошкодити підземні споруди і комунікації, травмувати людей, котрі в них знаходяться.
Більшість будівель, крім спеціально укріплених, серйозно пошкоджуються або руйнуються під дією надлишкового тиску 2160-3600 кг/м2 (0,22-0,36 атм/0,02-0,035 МПа).
Енергія розподіляється всією пройденою відстанню, через що сила впливу ударної хвилі зменшується пропорційно кубу відстані від епіцентру.
Захистом від ударної хвилі для людини є сховища. На відкритій місцевості вплив ударної хвилі знижується різними заглибленнями, перешкодами, згортками місцевості.
На Заході, як окремий чинник що стосується ударної хвилі, виділяють уламки скла: вибите ударною хвилею скло розлітається на уламки, котрі летять убік від вибуху, і здатні серйозно понівечити і навіть вбити тих хто знаходиться за склом.

## Проникна радіація
Проникна радіація (іонізуюче випромінювання) є гамма-променями і потоком нейтронів, що випускаються із зони ядерного вибуху протягом одиниць або десятків секунд.
Радіус ураження проникної радіації при вибухах в атмосфері менше, ніж радіуси ураження світлового випромінювання і ударної хвилі, оскільки вона сильно поглинається атмосферою. Проникна радіація вражає людей лише на відстані 2-3 км від місця вибуху, навіть для великих за потужністю зарядів, проте ядерний заряд може бути спеціально сконструйований таким чином, щоб збільшити частку проникної радіації для заподіяння якнайбільшої шкоди живій силі (так звана нейтронна зброя). На великих висотах, у стратосфері та космосі проникна радіація та електромагнітний імпульс — основні вражальні фактори.
Проникна радіація може викликати оборотні та незворотні зміни в матеріалах, електронних, оптичних та інших приладах шляхом порушення кристалічних ґрат речовини та інших фізико-хімічних процесів під впливом іонізуючих випромінювань.
Захистом від проникної радіації є різні матеріали, що послаблюють гамма-випромінювання і потік нейтронів. Різноманітні матеріали по-різному реагують на ці випромінювання та по-інакшому захищають.
Від гамма-випромінювання добре захищають матеріали, що мають елементи з високою атомною масою (залізо, свинець, низькозбагачений уран), але ці складники дуже погано поводяться під нейтронним випромінюванням: нейтрони відносно добре проходять і водночас генерують вторинні захватні гамма-промені, а також активують радіонукліди, надовго роблячи власне захист радіоактивним (наприклад, залізну броню танка; свинець не виявляє вторинної радіоактивності). Приклад шарів половинного ослаблення проникного гамма-випромінювання : свинець 2 см, сталь 3 см, бетон 10 см, кам'яна кладка 12 см, ґрунт 14 см, вода 22 см, деревина 31 см.
Нейтронне випромінювання крім того, добре поглинається матеріалами, що містять легкі елементи (водень, літій, бор), які ефективно і з малим пробігом розсіюють і поглинають нейтрони, при цьому не активуються і набагато менше видають вторинне випромінювання. Шари половинного ослаблення нейтронного потоку: вода, пластмаса 3 — 6 см, бетон 9 — 12 см, ґрунт 14 см, сталь 5 — 12 см, свинець 9 — 20 см, дерево 10 — 15 см. Найкраще з усіх матеріалів поглинають нейтрони: водень (але в газоподібному стані він має замалу щільність), гідрид літію та карбід бору.
Ідеального однорідного захисного матеріалу від усіх видів проникної радіації немає, тож для створення найлегшого та найбільш тонкого захисту, доводиться поєднувати шари різних матеріалів для послідовного поглинання нейтронів, а потім первинного та захватного гамма-випромінювання (наприклад, багатошарова броня танків, в якій враховано і радіаційний захист; захист оголовків шахтних пускових установок із ємностей з гідратами літію та заліза з бетоном), а також застосовувати матеріали з добавками. Універсальними є бетон, що широко використовуються в будівництві захисних споруд, і зволожене ґрунтове засипання, що містять і водень і відносно важкі елементи. Дуже хороший для будівництва бетон з додаванням бору (20 кг B 4 C на 1 м³ бетону), за однакової товщини зі звичайним бетоном (0,5-1 м), він забезпечує в 2-3 рази кращий захист від нейтронної радіації і підходить для захисту від нейтронної зброї.

## Електромагнітний імпульс

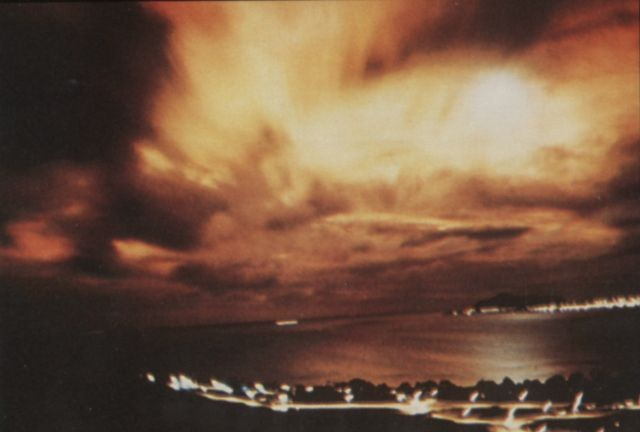
Заграва, що виникла внаслідок висотного ядерного вибуху Starfish Prime

Під час ядерного вибуху внаслідок великих струмів в іонізованому радіацією та світловим випромінюванням у повітрі, виникає потужне змінне електромагнітне поле, яке називається електромагнітним імпульсом (ЕМІ). Хоча воно й не впливає на людину, дія ЕМІ ушкоджує електронну апаратуру, електроприлади та лінії електропередач. До того ж, велика кількість іонів, що виникла після вибуху, перешкоджає поширенню радіохвиль та роботі радіолокаційних станцій. Цей ефект може бути використаний для засліплення системи попередження про ракетний напад.
Сила ЕМІ змінюється залежно від висоти вибуху: в межах нижче 4 км він відносно слабкий, значніший за вибуху на висоті 4-30 км, і особливо сильний при висоті підриву більше 30 км (див., наприклад, експеримент з висотного підриву ядерного заряду Starfish Prime).
Виникнення ЕМІ відбувається таким чином:
1. Проникна радіація, що виходить із центру вибуху, проходить крізь протяжні провідні предмети.
2. Гамма-кванти розсіюються на вільних електронах, що призводить до появи струмового імпульсу котрий швидко змінюється в провідниках.
3. Викликане струмовим імпульсом поле, випромінюється в навколишній простір і поширюється зі швидкістю світла, з часом спотворюючись і затухаючи.

Під впливом ЕМІ у всіх не екранованих протяжних провідниках індукується напруга, і що довше провідник, то вище напруга. Це призводить до пробою ізоляції та виходу з ладу електроприладів, пов'язаних із кабельними мережами, наприклад, трансформаторні підстанції тощо.
Велике значення ЕМІ має під час висотного вибуху — від 100 км і більше. Вибух у приземному шарі атмосфери, не надає вирішального ураження малочутливій електротехніці, його радіус дії перекривається іншими факторами що вражають. Натомість воно може порушити роботу і вивести з ладу чутливу електроапаратуру та радіотехніку на значних відстанях — аж до кількох десятків кілометрів від епіцентру потужного вибуху, де інші уражальні чинники вже не надають руйнівного ефекту. Може вивести з ладу незахищену апаратуру в міцних спорудах, розрахованих на великі навантаження від ядерного вибуху (наприклад ШПУ). На людей уражального впливу не робить .

## Радіоактивне зараження

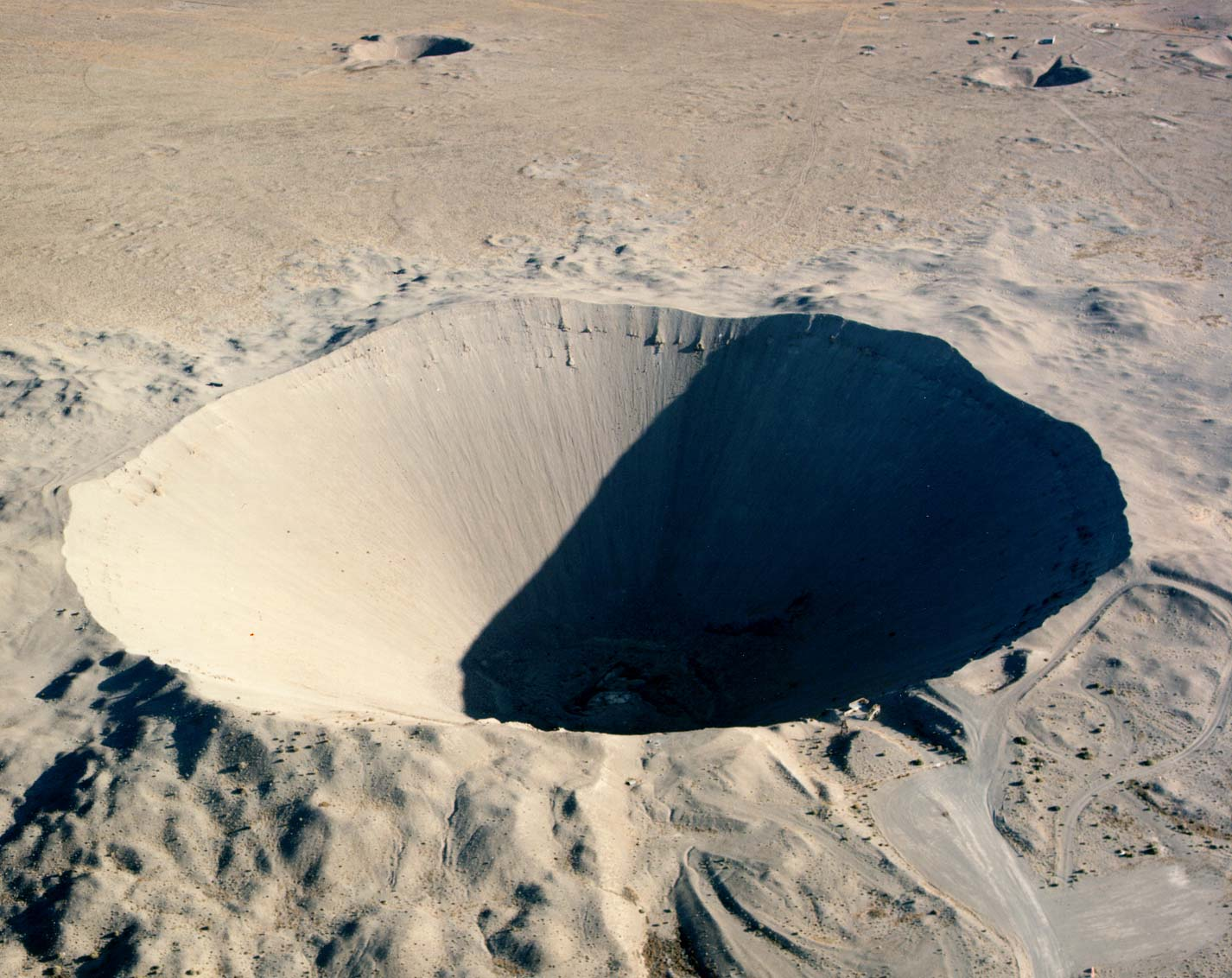
Кратер від вибуху 104-кілотонного заряду. Викиди ґрунту також є джерелом зараження

Радіоактивне зараження — це наслідок випадання з піднятої в повітря хмари значної кількості радіоактивних речовин. Три основних джерела радіоактивних речовин у зоні вибуху — продукти розподілу ядерного пального, частина ядерного заряду, що не вступила в реакцію, і радіоактивні ізотопи які утворилися в  ґрунті та інших матеріалах під впливом нейтронів (наведена радіоактивність).
Осідаючи на поверхню землі у напрямку руху хмари, продукти вибуху створюють радіоактивну ділянку, яку називають радіоактивним слідом. Щільність зараження у районі вибуху і слідом руху радіоактивної хмари зменшується в міру віддалення від центру вибуху. Форма сліду може бути найрізноманітнішою, залежно від навколишніх умов, наприклад, швидкості та напрямку вітру.
Радіоактивні продукти вибуху випускають три види випромінювання: альфа-, бета- та гамма-промені. Час їхнього впливу на навколишнє середовище дуже тривалий. Внаслідок природного процесу радіоактивного розпаду, інтенсивність випромінювання зменшується, особливо стрімко це відбувається у перші години після вибуху.
Ураження людей та тварин впливом радіаційного зараження може викликатися зовнішнім та внутрішнім опроміненням. Важкі випадки можуть супроводжуватися променевою хворобою та смертю.
Установка на бойову частину ядерного заряду оболонки з кобальту, спричиняє зараження території небезпечним ізотопом 60 Co (гіпотетична брудна бомба).

## Епідеміологічне та екологічне становище
Ядерний вибух у населеному пункті, як і інші катастрофи пов'язані з великою кількістю жертв, руйнуванням шкідливих виробництв та пожежами, призведе до важких умов у районі його дії, що буде вторинним уражальним фактором. Люди які навіть не отримали значних уражень безпосередньо від вибуху, з великою ймовірністю можуть загинути від інфекційних захворювань та хімічних отруєнь. Велика загроза згоріти в пожежах або просто розбитися під час спроби самостійно вийти із завалів.
Ядерна атака атомної електростанції може підняти у повітря значно більше радіоактивних речовин, ніж може спричинити сама бомба. У разі прямого влучення заряду та випаровуванні реактора або сховища радіоактивних матеріалів, площа земель які протягом багатьох десятків років виявляться непридатними для життя, буде в сотні та тисячі разів більша за площу зараження від наземного ядерного вибуху. Наприклад, під час випаровування реактора потужністю 100 МВт ядерним вибухом в 1 мегатонну, і просто при наземному ядерному вибуху 1 Мт, співвідношення площ території із середньою дозою 2 рад (0,02 Грей) на рік буде наступним: через 1 рік після атаки — 130 000 км² та 15 000 км²; через 5 років — 60 000 км² та 90 км²; через 10 років — 50 000 км² та 15 км²; через 100 років — 700 км² і 2 км².

## Психологічний вплив
Люди, які опинилися у межах дії вибуху, крім фізичних пошкоджень, зазнають надзвичайного психологічного пригнічувального впливу від жахливого вигляду картини ядерного вибуху, що розгортається, катастрофічності руйнувань і пожеж, зникнення звичного ландшафту, безлічі загиблих, понівечених, вмираючих людей, трупів що розкладаються, загибелі рідних і близьких, усвідомлення заподіяної шкоди своєму організму і жаху можливої смерті від променевої хвороби. Наслідком такого впливу на тих, хто вижив після катастрофи, є розвиток гострих психозів, а також клаустрофобних синдромів через усвідомлення неможливості вийти на поверхню землі, стійких кошмарних спогадів які впливають на все подальше існування. У Японії є окреме слово, що означає людей, які стали жертвами ядерних бомбардувань — "Хібакуся".